# Polyonyx maccullochi
Polyonyx maccullochi is een tienpotigensoort uit de familie van de Porcellanidae. De wetenschappelijke naam van de soort is voor het eerst geldig gepubliceerd in 1965 door Haig.